# Родзянко Аркадій Гаврилович
Родзянко Аркадій Гаврилович (* близько 1793 — ↑1846) — російськомовний поет, український дідич, син маршала дворянства Хорольського повіту, секунд-майора Родзянко Гаврила Васильовича і Марфи Михайлівни Шрамченко.

## Біографія
Виховувався в Московському університетському пансіоні. На військову службу поступив портупей-юнкером у лейб-гвардійський Єгерський полк 1814 р., прапорщик — 24.1.1818, у чині поручика переведений в Орловський піхотний полк штабс-капитаном — 6.4.1819. У 1821 році вийшов у відставку капітаном і повернувася у свій Хорольський маєток у Веселому Подолі. Мав 522 душ кріпаків (1837 рік). Дружина Надія Акимівна Клєвцова.
У 1818—1819 роках Аркадій познайомився з О. С. Пушкіним, був членом літературно-політичного товариства «Зелена лампа».  Був відомий як співробітник популярних альманахів «Полярная звезда» (1824), «Невський альманах» (1826), «Памятник отечественных муз» (1827) та інших відомих тогочасних видань. Писав вірші, епіграми, сатиру «Два века», потім «Чуйка». До нього кілька разів приїздив О. С. Пушкін. Знайомий був Аркадій із А. П. Керн. Бував у маєтку Аркадія Родзянки Т. Г. Шевченко, з яким вони листувалися. 
Аркадій Родзянко багато писав з юних років, друкувався у літературних часописах, сучасники відзначали його легкий склад та красу вірша. Крім того, за згадками сучасників, він багато та вдало писав еротичну лірику, яка в ті часи, звичайно, не могла пройти цензуру, але була відома в рукописах. Олександр Пушкін жартома називав Родзянка "Пироном Украйни", порівняв його з відомим у ті часи французьким поетом Клодом Пироном. Також Аркадію Родзянку присвячено його вірш, який починається рядками "Пробач, український мудрецю...(рос. Прости, украинский мудрец...). 
Поезії Аркадія Родзянка не вийшли окремою книгою ані за часів його життя, ані після смерті. Рукописна спадщина поета зберігається в Пушкінському будинку в Петербурзі.